# Scylaticus chilensis
Scylaticus chilensis är en tvåvingeart som först beskrevs av Macquart 1850.  Scylaticus chilensis ingår i släktet Scylaticus och familjen rovflugor. Inga underarter finns listade i Catalogue of Life.